# Acrotelsa collaris
Acrotelsa collaris är en insektsart som först beskrevs av Fabricius 1793.  Acrotelsa collaris ingår i släktet Acrotelsa och familjen silverborstsvansar. Inga underarter finns listade i Catalogue of Life.